# Mike Howe
Mike Howe (ur. 21 sierpnia 1965 w Taylor, zm. 26 lipca 2021 w Eurece) – amerykański wokalista heavymetalowy, członek zespołów Metal Church i Heretic.

## Kariera
Howe rozpoczął karierę jako wokalista zespołu Hellion z Detroit (później przemianowanego na Snair po przeprowadzce do Los Angeles), zanim dołączył do zespołu Heretic, który powstał w 1986 roku. Z zespołem Heretic wydał jedyny album, Breaking Point. W 1988 roku odszedł z zespołu, aby dołączyć do Metal Church.
Od 1988 do 1996 Howe śpiewał w Metal Church, zastępując Davida Wayne'a. Po tym, jak Howe dołączył do Metal Church, tematyka się pogłębiła. Teksty zespołu poruszały kwestie polityczne i społeczne tamtych czasów, znajdujących się na albumach Blessing in Disguise i The Human Factor. Howe nagrał trzy albumy z Metal Church, zanim grupa rozpadła się w 1996 roku.
Założyciel Metal Church, Kurdt Vanderhoof, poinformował w 1998 roku, że Howe odciął się od branży muzycznej i mieszka w Tennessee ze swoją rodziną. Poza muzyką pracował na pełny etat w stolarstwie i był ojcem dwóch synów urodzonych odpowiednio w 1997 i 2002 roku.
30 kwietnia 2015 roku zespół Metal Church ogłosił, że Howe ponownie dołączył do zespołu i pojawił się z nimi na dwóch kolejnych albumach – XI (2016) i Damned If You Do (2018), a także ich albumie koncertowym Classic Live z 2017 roku.

## Śmierć
26 lipca 2021 roku, Metal Church ogłosił za pośrednictwem strony zespołu na Facebooku, że Howe zmarł tego ranka w swoim domu w Eureka w Kalifornii w wieku 55 lat. Jest drugim wokalistą Metal Church, który zmarł, po Davidzie Wayne w maju 2005 roku.

## Dyskografia

### Heretic
- Breaking Point (1988)

### Metal Church
- Blessing in Disguise (1989)
- The Human Factor (1991)
- Hanging in the Balance (1993)
- XI (2016)
- Classic Live (2017)
- Damned If You Do (2018)
- From the Vault (2020)